# Malojaroslavec
Malojaroslavec (in russo Малоярославец?) è una cittadina della Russia europea, nell'Oblast' di Kaluga, situata a 61 km da Kaluga sulle rive del fiume Luža.
Ricordata in un documento del 1402, ottenne lo status di città nel 1776 ed è capoluogo del rajon Malojaroslaveckij. Nel 1812 fu teatro della Battaglia di Malojaroslavec.